# Гидродинамическая диссипация

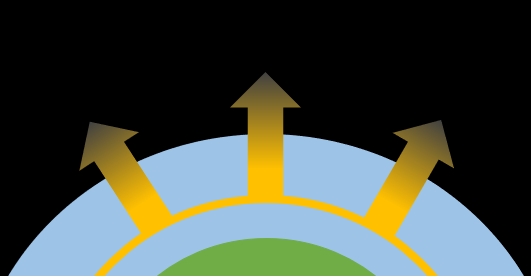
Схема гидродинамической диссипации: энергия солнечного излучения разогревает внешние слои атмосферы или термосферу, что приводит к её расширению и к совместному движению атмосферных газов в космос.

Гидродинамическая диссипация — природное явление при диссипации атмосфер, в ходе которого происходит потеря тяжелых газов в космос путем столкновения молекул тяжелых газов с молекулами более легких газов. Одним из следствий этого процесса в эволюции атмосфер является их изотопное фракционирование или аномальное содержание более тяжелых изотопов газов.

## Общие сведения
Гидродинамическая диссипация происходит в виде сопутствующего процесса при выбросе легких атомов из атмосферы, которые из-за столкновений с другими атомами также вовлекают в этот процесс более тяжелые атомы. Самая тяжелая разновидность атома, которую можно удалить из атмосферы таким образом, называется перекрестной массой. Основными источниками энергии диссипации атмосфер являются жесткое космическое излучение и частицы межпланетной плазмы или солнечный ветер.
Наиболее характерным результатом гидродинамической диссипации в атмосферах планет является их изотопное фракционирование, которое сказывается в соотношении различных изотопов благородных газов (20Ne/22Ne, 36Ar/38Ar, 78,80,82,83,86Kr/84Kr, 124,126,128,129,131,132,134,136Xe/130Xe) или изотопов водорода (D/H). Ниже приводится таблица с соотношениями изотопов благородных газов для планет земной группы с атмосферами в сравнении с их соотношениями на Солнце и в хондритах.
|            | 36Ar/38Ar   | 20Ne/22Ne | 82Kr/84Kr    | 128Xe/130Xe  |
| ---------- | ----------- | --------- | ------------ | ------------ |
| Солнце     | 5,8         | 13,7      | 20,501       | 50,873       |
| CI хондрит | 5,3±0,05    | 8,9±1,3   | 20,149±0,08  | 50,73±0,38   |
| Венера     | 5,56±0,62   | 11,8±0,7  | --           | --           |
| Земля      | 5,320±0,002 | 9,8±0,08  | 20,217±0,021 | 47,146±0,047 |
| Марс       | 4,1±0,2     | 10,1±0,7  | 20,54±0,2    | 47,67±1,03   |